# 西尾市立図書館おもちゃ館
西尾市立図書館おもちゃ館（にしおしりつとしょかんおもちゃかん）は、愛知県西尾市亀沢町474番地にある児童館。旧称は岩瀬文庫児童館（いわせぶんこじどうかん）。西尾市立図書館や西尾市岩瀬文庫と同一敷地内にある。

## 歴史

### 児童館
1925年（大正14年）頃、建築家西原吉治郎の設計により、岩瀬文庫の児童館として建築された。学校以外の児童向け施設としては日本でも最初期の施設であり、日本初の児童館とされることもある。1980年（昭和55年）には日本建築学会が刊行した『日本近代建築総覧 各地に遺る明治大正昭和の建物』に掲載された。

### おもちゃ館
児童館は西尾市立図書館を訪れる児童のために開放されていたが、あまり利用されていなかったという。西尾市は1986年度に約1000万円の予算をかけて児童館を改修し、1986年（昭和61年）12月20日におもちゃ館が開館した。1985年（昭和60年）には西尾市幸町で洋品店を経営する鳥居亥四郎が、西尾市に対して全国の郷土玩具860点を寄贈していた。このうち約350点が展示されており、玩具は一定期間ごとに交換されるという。
1999年（平成11年）6月7日には、西尾市岩瀬文庫書庫と共に国の登録有形文化財に登録された。2003年（平成15年）には外壁のペンキの塗り替えが行われた。2006年（平成18年）時点では子どもの室内遊技場として使用されていたが、現在は耐震化などのために長期休館中である。

## 建築

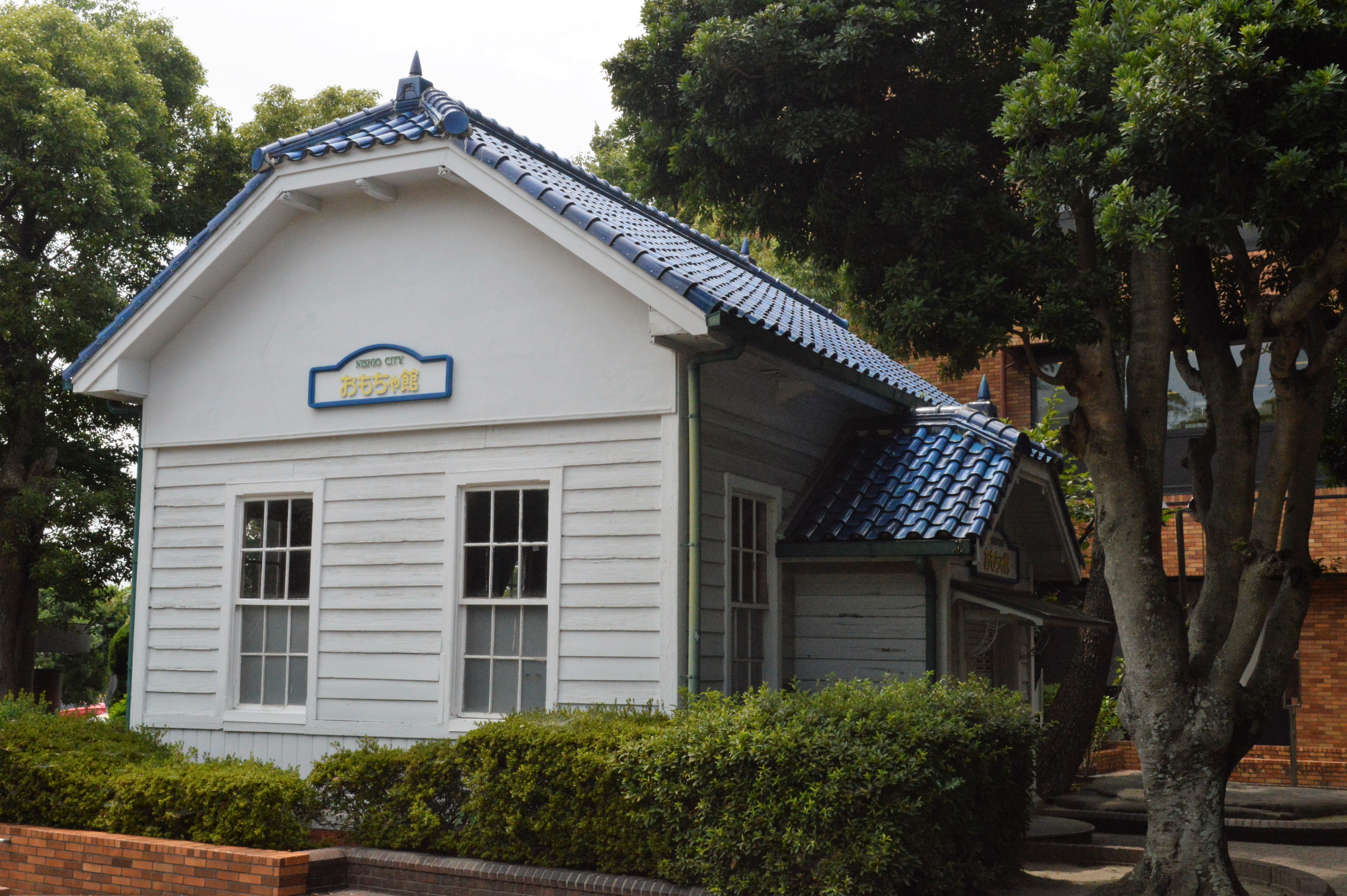
建物の東面

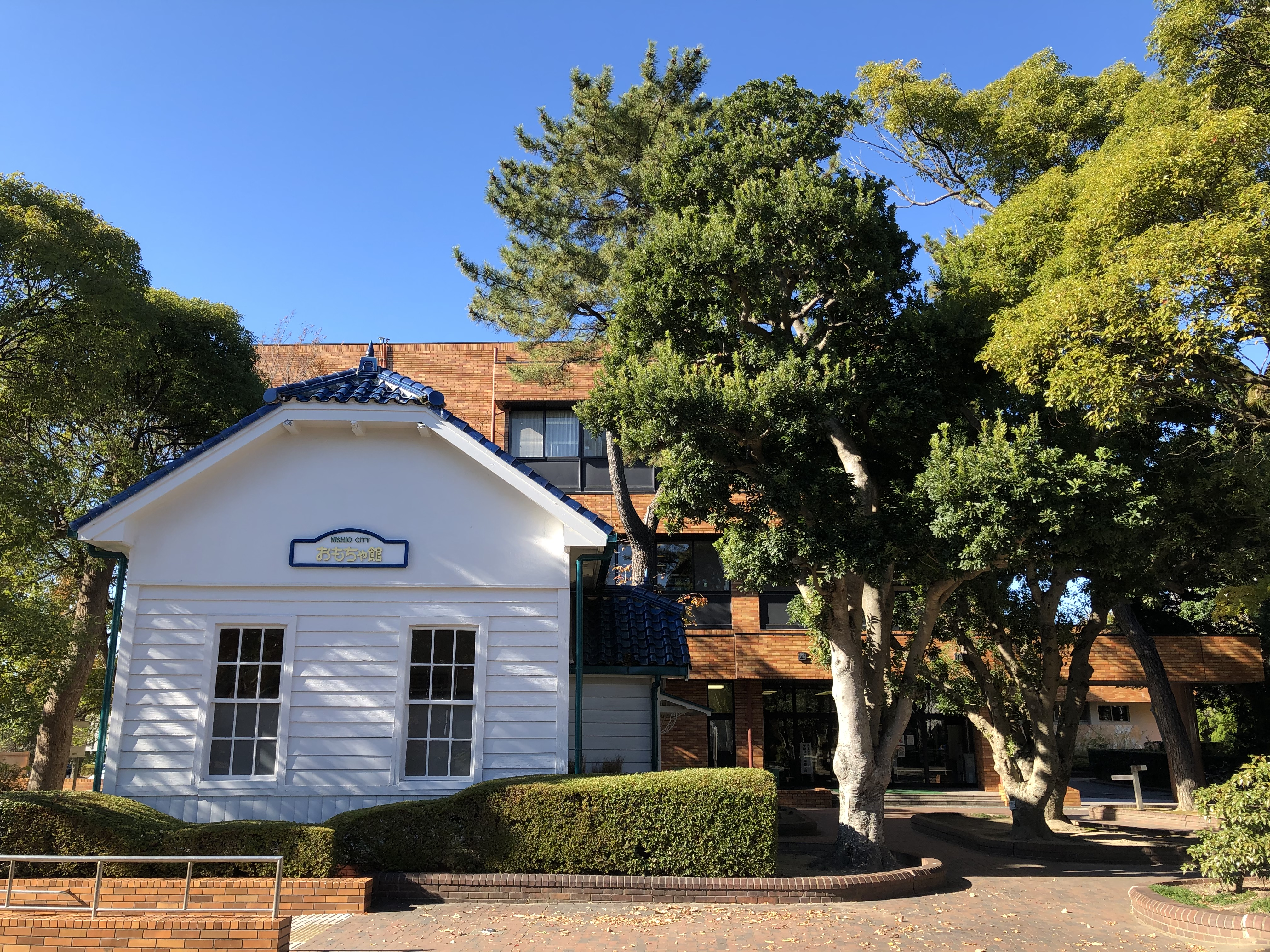
後ろのレンガ色の建物は西尾市立図書館

建物は木造平屋建て桟瓦葺の小規模な洋風建築である。窓台の高さなどは子どもに合わせて低く設計されている。腰壁にはモルタルが塗られ、西尾城城主の家紋などが入った古瓦がはめ込まれている。外壁はコロニアル様式の下見板張りであり、日本におけるこの様式の典型例とされる。